# یواس‌اس سارسفیلد (دی‌دی-۸۳۷)
یواس‌اس سارسفیلد (دی‌دی-۸۳۷) (به انگلیسی: USS Sarsfield (DD-837)) یک کشتی بود که طول آن ۳۹۰ فوت ۶ اینچ (۱۱۹٫۰۲ متر) بود. این کشتی در سال ۱۹۴۵ ساخته شد.